# Diocesi di Ceramussa
La diocesi di Ceramussa (in latino Dioecesis Ceramussensis) è una sede soppressa e sede titolare della Chiesa cattolica.

## Storia
Ceramussa, forse identificabile con Gueramoussa nell'odierna Algeria, è un'antica sede episcopale della provincia romana di Numidia.
Un solo vescovo è noto di questa antica sede episcopale, il cattolico Severiano, che prese parte alla conferenza di Cartagine del 411, che vide riuniti assieme i vescovi cattolici e donatisti dell'Africa; la sede non aveva in quell'occasione un vescovo donatista. Il donatista Adeodato di Milevi accusò Severiano di aver cacciato tutti i donatisti dalla diocesi, che dipende ora dalla sede donatista di Milevi. Mandouze identifica Severiano con l'omonimo vescovo, indicato senza la sede di appartenenza in alcuni atti del 418 e del 437.
Dal 1933 Ceramussa è annoverata tra le sedi vescovili titolari della Chiesa cattolica; la sede è vacante dal 17 agosto 2025.

## Cronotassi

### Vescovi residenti
- Severiano † (prima del 411 - dopo il 437 ?)

### Vescovi titolari
- Joseph Schubert † (giugno 1950 - 4 aprile 1969 deceduto)
- Augusto Aristizábal Ospina † (2 giugno 1969 - 29 ottobre 1977 nominato vescovo di Jericó)
- Victor Manuel Maldonado Barreno, O.F.M. † (2 febbraio 1990 - 17 agosto 2025 deceduto)